# Libuchowa
Libuchowa (ukr. Лібухова; po II wojnie światowej do 2016 r.: ukr. Максимівка, Maksymówka) – wieś w rejonie samborskim (wcześniej w rejonie starosamborskim) obwodu lwowskiego Ukrainy. Wieś liczy około 306 mieszkańców. Podlega terłowskiej silskiej radzie. Pierwsza wzmianka o wsi pochodzi z 1415.
W 1921 r. liczyła około 410 mieszkańców. Przed II wojną światową należały do powiatu starosamborskiego.

## Ważniejsze obiekty
- Cerkiew greckokatolicka